# Manacor
Manacor é um município da Espanha na ilha de Maiorca, província e comunidade autónoma das Ilhas Baleares. Tem 260,3 km² de área e em 2021 tinha 44 809 habitantes (densidade: 172,1 hab./km²). É o segundo município em importância de Maiorca e terra natal de Rafael Nadal.[carece de fontes?]

## Demografia
| Variação demográfica do município entre 1991 e 2004 | Variação demográfica do município entre 1991 e 2004 | Variação demográfica do município entre 1991 e 2004 | Variação demográfica do município entre 1991 e 2004 |
| --------------------------------------------------- | --------------------------------------------------- | --------------------------------------------------- | --------------------------------------------------- |
| 1991                                                | 1996                                                | 2001                                                | 2004                                                |
| 25 573                                              | 30 018                                              | 31 255                                              | 35 512                                              |